# Анрі де Монтерлан
Анрі́ де Монтерла́н (фр. Henry Marie Joseph Frédéric Expedite Millon de Montherlant, 20 квітня 1895, Париж — 21 вересня 1972, там само) — французький письменник.

## Біографія
По материнській лінії походив зі старовинного аристократичного пікардійського роду. Батько Монтерлана мав надто консервативний світогляд, він забороняв провести в своєму домі струм та телефон. Анрі плекав родинні стосунки лише з матір'ю та бабусею.
З дитинства Анрі був пристрасним бібліофілом, в юні роки відкрив для себе Плутарха, Ніцше, Барреса, Д'Аннунціо. Перші тексти Монтерлан почав складати у віці 7-8 років. Це були різні передмови, а також тексти на античні сюжети. Після занять з домашніми вчителями відвідував різні школи, зокрема з 1905 року — ліцей Жансон-де-Саї, де познайомився з майбутнім письменником Жаком-Наполеоном Фор-Біге, який став його другом на все життя.
З 1911 року Анрі відвідував колеж Сен-Круа в Неї-сюр-Сен. Але вже 1912 року був змушений залишити колеж Сен-Круа через інтимний зв'язок з одним з школярів. Після смерті батька 1914 року та матері 1915 року Анрі де Монтерлана виховували бабуся та ексцентричні дядьки.
1916 року був призваний до війська, не брав участь у військових діях, але отримав поранення. Після війни захопився спортом (насамперед, футболом), а також коридою. Видав низку романів (трилогія «Юність Альбана де Брикуля», 1922–1969; «Холостяки», 1934; тетралогія «Дівчата», 1936–1939) та книгу есеїстики («Олімпійці», 1924).
У 1940-ті роки звернувся до драматургії, написав низку п'єс на історичні та міфологічні теми (Мертва королева, 1942; «Пасіфая», 1936; «Пор-Рояль», 1954, «Кардинал Іспанії», 1960). Був обраний у Французьку Академію (1960). Приховував свої гомосексуальні схильності — відповідні пасажі в його прозі були опубліковані лише в посмертних виданнях.
1968 року зазнав нападу на одній з вулиць Парижа, в результаті побоїв осліп на одне око, після чого страждав на запаморочення. В останні роки життя Монтерлан цілковито осліп й покінчив життя самогубством — прийняв ціаністий калій та застрелився з револьвера.
Деякі його твори було екранізовано — зокрема (Мертва королева П'єра Бутрона — Франція, 2009), за його п'єсою зняв свій короткометражний фільм «Прелюдія» (2006) Франсуа Озон.

## Твори

### Романи
- La Jeunesse d'Alban de Bricoule :
  - Le Songe (1922)
  - Les Bestiaires (1926)
  - Les Garçons (1969)
- Les Célibataires (1934)
- Les Jeunes Filles :
  - Les Jeunes Filles (1936)
  - Pitié pour les femmes (1936)
  - Le Démon du bien (1937)
  - Les Lépreuses (1939)
- Le Chaos et la Nuit (1963)
- La Rose de sable (1968)
- Un assassin est mon maître (1971)
- Publications posthumes :
  - Thrasylle (1984)
  - Moustique (1986)

### П'єси
- L'Exil (1914–1929)
- Pasiphaé (1936)
- «Мертва королева», La Reine morte (1942)
- Fils de personne (1943)
- Un incompris (1943)
- Malatesta (1946)
- Le Maître de Santiago (1947)
- Demain il fera jour (1949)
- Celles qu'on prend dans ses bras (1950)
- La Ville dont le prince est un enfant (1951–1967)
- Port-Royal (1954)
- Brocéliande (1956)
- La Mort qui fait le trottoir (Don Juan) (1956)
- Le Cardinal d'Espagne (1960)
- La Guerre civile (1965)

### Оповідання
- Les Voyageurs traqués :
  - Aux fontaines du désir (1927)
  - La Petite Infante de Castille (1929)
  - Un voyageur solitaire est un diable (1961)
- Publications posthumes :
  - Mais aimons-nous ceux que nous aimons ? (1973)
  - Le Fichier parisien (1974)
  - Coups de soleil (1976)
  - Quelques mois de féerie, quelques jours de galère. Inédits nord-africains (1926–1940) (1995)

### Есе
- La Relève du matin (1920)
- Les Olympiques (1924)
- La mort de Peregrinos (1927)
- Mors et vita (1932)
- Service inutile (1935)
- L'Équinoxe de septembre (1938)
- Les Nouvelles chevaleries (1941)
- Le Solstice de juin (1941)
- Textes sous une occupation (1940–1944) (1963)
- Discours de réception à l'Académie française et réponse du duc de Lévis Mirepoix (1963)
- Le Treizième César (1970)
- La Tragédie sans masque. Notes de théâtre (1972)
- Essais critiques (1995), publication posthume.

### Нотатники
- Carnets 1930–1944 (1957) dans Essais (1963), La Pléiade, P.
- Va jouer avec cette poussière (1958–1964) (1966)
- La Marée du soir (1968–1971) (1972)
- Publications posthumes :
  - Tous feux éteints (1965, 1966, 1967, 1972 et sans dates) (1975)
  - Garder tout en composant tout (Derniers carnets, 1924–1972) (2001)

### Поезія
- Encore un instant de bonheur (1934)
- Les Sauteurs de haies (1924)

### Листування
- Henry de Montherlant — Roger Peyrefitte, Correspondance (1938–1941), présentation et notes de R. Peyrefitte et Pierre Sipriot, Robert Laffont, 1983
- Henry de Montherlant, Lettres à Michel de Saint Pierre, préface de Michel de Saint Pierre, Albin Michel, 1987
- Henry de Montherlant, Lettres à une jeune fille, L'Inédit, 1985
- Correspondance avec Philippe de Saint Robert, in Bibliographie.

### Різне
- Pages catholiques, recueillies et présentées par Marya Kasterska, Plon, 1947
- Dessins, préface de Pierre Sipriot, Copernic, 1979